# Venus van Berekhat Ram

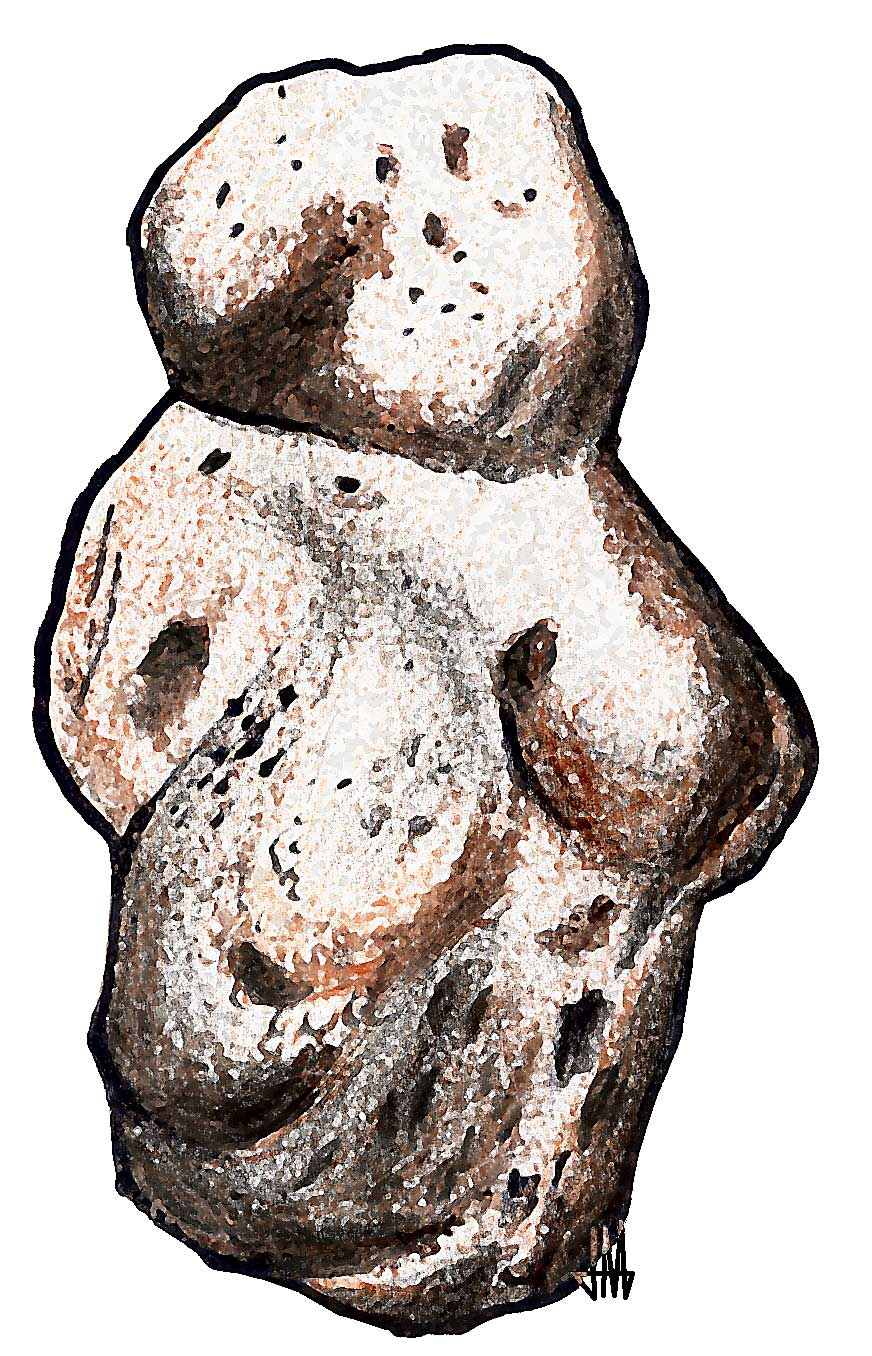
Venus van Berekhat Ram

De Venus van Berekhat Ram, begin jaren 1980 door archeologen gevonden bij het meer Brichat Ram op de Golanhoogten, is volgens sommige archeologen een Venusbeeldje. Het beeldje, een op een mens lijkende rode tufsteenachtige kiezelsteen, is 3,5 centimeter lang en heeft ten minste drie groeven die er doelbewust met een scherpe steen op moeten zijn aangebracht. Deze groeven accentueren de nek en armen van een vrouwenfiguur.
Ze lijken erg op groeven die bij wijze van experiment op andere stenen zijn aangebracht en zijn duidelijk te onderscheiden van door de natuur gevormde lijnen. Men is het er daarom over eens dat de steen door een mens is bewerkt, ook al lijkt hij niet erg op de latere Venusbeeldjes van het Laat-paleolithicum.
Omdat het is gevonden tussen twee aslagen kon worden vastgesteld dat het ten minste 230.000 jaar oud is, en waarschijnlijk uit het midden-paleolithicum stamt, de periode van de vroege neanderthaler en de oudste moderne mensen. Daarmee behoort het, samen met de Venus van Tan-Tan, tot de oudst bekende voorbeelden van figuratieve kunst.